# 2011年度新城國語力頒獎禮得獎名單
2011年度新城國語力頒獎禮於2011年8月7日在香港會議展覽中心Hall 5BC舉行，主題為「華語樂壇 音樂較量 振奮世界」。當晚，共頒發105個獎項。

## 得獎名單

### 歌曲獎項
- 新城國語力歌曲
  - 《愛不再》——蘇永康、許志安
  - 《Baby Baby》——陳啟泰
  - 《Simple Love Song》——RubberBand
  - 《好的事情》——嚴爵
  - 《盛宴》——王梓軒
  - 《壞了》——張芸京
  - 《風無心》——容祖兒
  - 《爺爺》——曹格
  - 《情人知己》——梁文音
  - 《3650》——Twins
  - 《四度空間》——Lollipop F
  - 《讓我愛你一小時》——林峯
  - 《一念之間》——黃貫中
  - 《台北下著雨的星期天》——光良
  - 《因為愛情》——陳奕迅、王菲
  - 《等你愛我》——陳奕迅
  - 《窮我一生》——古巨基
- 新城國語力熱爆K歌
  - 《悲傷頭像》——朱紫嬈
  - 《傻瓜》——洪卓立、鍾舒漫
- 新城國語力跳舞歌曲
  - 《Baby Don't Cry》——陳偉霆
  - 《Pink Girls》——糖妹
- 新城國語力合唱歌曲
  - 《夠朋友》——孫楠、古巨基
  - 《愛上你就是唯一》——光良、劉璇
- 新城國語力原創歌曲
  - 《You And I》——孫耀威
  - 《雀班》——盧凱彤
  - 《相愛不到老》——吳彤、羅憶詩
  - 《剩下的幸福》——泳兒
- 新城國語力熱播冠軍歌曲大獎
  - 《脆弱》——謝安琪
- 新城國語力年度歌曲大獎
  - 《好不容易》——方大同

### 專輯獎項
- 新城國語力最受歡迎專輯
  - 《My Secret》——G.E.M.
- 新城國語力年度專輯
  - 《改變》——張靚穎

### 新人獎項
- 新城國語新勢力歌手
  - 葉慧婷
  - 何維健
- 新城國語力女新人王
  - 鄭欣宜
- 新城國語力男新人王
  - 林奕匡
- 新城國語新勢力組合
  - Misster
  - Y.E.S.

### 創作獎項
- 新城國語力製作人大獎
  - 曹格
- 新城國語力創作歌手
  - 孫耀威
  - 王梓軒
  - 盧凱彤
  - 嚴爵
- 新城國語力亞洲創作歌手
  - 曹格
  - 方大同
  - 光良

### 歌手獎項
- 新城國語力跳唱歌手
  - 陳偉霆
- 新城國語力人氣偶像獎
  - 薛凱琪
  - 梁文音
- 新城國語力優秀演繹獎
  - 丁噹
  - 林育羣
- 新城國語力躍進歌手
  - 張萌萌
- 新城國語力年度歌手
  - 陳奕迅
- 新城國語力男歌手
  - 潘瑋柏
  - 吳建豪
  - 方大同
- 新城國語力女歌手
  - 蔡卓妍
  - 丁噹
  - G.E.M.
- 新城國語力組合
  - 糖兄妹
  - Boy'z
- 新城國語力樂團
  - Rubber Band
  - Boy'z
- 新城國語力全國最受歡迎歌手
  - 蘇永康
  - 容祖兒
  - 曹格
  - 張靚穎
- 新城國語力全國最受歡迎偶像
  - 張芸京
- 新城國語力全國最受歡迎組合
  - Twins
  - Lollipop F
- 新城國語力最受歡迎舞台大獎
  - 周筆暢
- 新城國語力亞洲歌手
  - 謝安琪
  - 許志安
  - 孫楠
- 新城國語力亞洲人氣偶像
  - 林峯
  - 何潤東
- 新城國語力亞洲搖滾歌手獎
  - 黃貫中
- 新城國語力亞洲樂團獎
  - 蘇打綠
- 新城國語力亞洲跳唱歌手
  - 潘瑋柏
  - 吳建豪
- 新城國語力亞洲跳唱組合
  - Lollipop F
- 新城國語力全球跳唱歌手大獎
  - 羅志祥
- 新城國語力全球至尊舞台大獎
  - 羅志祥
- 新城國語力全球最受歡迎至尊歌手大獎
  - 陳奕迅
  - 容祖兒
- 新城國語力殿堂歌手大獎
  - 黃韻玲

## 媒體播放
- 由新城知訊台現場播出；並於約一星期後在無綫音樂台及J2台播放。